# Periscelis nigra
Periscelis nigra is een vliegensoort uit de familie van de Periscelididae. De wetenschappelijke naam van de soort is voor het eerst geldig gepubliceerd in 1860 door Johan Wilhelm Zetterstedt.